# No Disco no.1
No disco no.1 – pierwszy album zespołu Top One wydany przez wytwórnię Polmark (kaseta magnetofonowa) oraz Caston (płyta CD i płyta winylowa DJL-0001) w 1990 roku. Z niego pochodzi ich największy hit "Ciao Italia".

## Lista utworów
1. "Lonely Star" (muz. Dariusz Królak, sł. Jan Krynicz)
2. "Ciao Italia" (muz. Paweł Kucharski, sł. Jan Krynicz, Maciej Jamroz)
3. "Competition knows me" (muz. Maciej Jamroz, sł. Maciej Jamroz, Rafał Paczkowski)
4. "Wróć Yesterday" (muz. Paweł Kucharski, sł. Jan Krynicz)
5. "Światła wielkich miast" (muz. Maciej Jamroz, sł. Jan Krynicz)
6. "Puerto Rico" (muz. Paweł Kucharski, sł. Jan Krynicz)
7. "Wejdziemy na top" (muz. Paweł Kucharski, sł. Jan Krynicz)
8. "Fred Kruger" (muz. Maciej Jamroz, sł. Jan Krynicz)
9. "Złudne prawdy" (muz. Paweł Kucharski, sł. Jan Krynicz)
10. "Top One" (muz. Mariusz Lubowiecki)
11. "No Disco total mix" (mix: Rafał Paczkowski)

## Twórcy
- Paweł Kucharski - vocal
- Dariusz Królak - instrumenty klawiszowe
- Mariusz Lubowiecki - instrumenty klawiszowe
- Maciej Jamroz - perkusja
- Jan Borysewicz - gitara (gościnnie)
- Paweł Danikiewicz - programowanie
- Rafał Paczkowski - produkcja nagrania (Studio S-4)
- Andrzej Opoka - projekt graficzny